# Von Dutch (bài hát)
"Von Dutch" (hay được cách điệu hóa là "Von dutch") là một bài hát của nữ ca sĩ người Anh Charli XCX, được hãng đĩa Atlantic phát hành vào ngày 29 tháng 2 năm 2024. Được Charli đồng sáng tác cùng nhà sản xuất Finn Keane, bài hát là đĩa đơn mở đường cho album phòng thu thứ sáu của cô, Brat. Ca khúc cùng bản phối lại của nó đã được nhận đề cử Grammy ở lần lượt hai hạng mục Thu âm Pop Dance Xuất sắc nhất và Thu âm Phối lại Xuất sắc nhất.

## Bối cảnh, nhạc và lời
Charli đã úp mở về "Von Dutch" trên các trang mạng xã hội của cô trước khi đăng tải một loạt các video lên TikTok, trong đó có đoạn điệp khúc của bài hát, dài 20 giây. Một trong số những video đó có sự góp mặt của nữ ca sĩ người Mỹ Addison Rae, người từng hợp tác với Charli trong bản hit "2 Die 4" vào năm 2023.
Ca khúc được đồng sáng tác bởi Charli và nhà sản xuất âm nhạc người Anh Finn Keane, người đã đóng góp cho các dự án trước đó của cô như mixtape Pop 2 (2017), bài hát "Official", trích từ Charli (2019), và ca khúc "Speed Drive" từ album nhạc phim Barbie (2023). Von Dutch là một cánh cửa đưa ta trở về thời niên thiếu của Charli, khi đó cô còn đang hoạt động trên MySpace và "lần đầu tiên cho rằng phong cách [của mình] thật chất". Bài hát tôn vinh việc chấp nhận trở thành tâm điểm của những lời đàm tiếu hay sự ám ảnh. Hơn thế nữa, tiêu đề của ca khúc đề cập đến những tín đồ của thương hiệu thời trang cùng tên, cùng với việc Charli "hát-xướng theo nhịp điệu electropop bùng nổ, xen kẽ là những âm hưởng đậm chất synth".

## Đánh giá chuyên môn
"Von Dutch" nhận được sự tán dương rộng rãi ngay khi ra mắt. Shaad D'Souza từ The Face đã gọi ca khúc này là một "màn giới thiệu hoàn hảo cho phong cách mới mang tính cách đầy chua ngoa và tự do của cô ấy... bài hát như những dòng tweet mạnh mẽ được viết ra sau một ly champagne". Pitchfork đã trao danh hiệu "Bài hát Mới Xuất sắc nhất" cho bản nhạc, với Anna Gaca mô tả nó "như được làm từ khí heli và thủy lực... với một trái tim trong vũ trường và cơ thể trên một chiếc Harley... một chương mới trong sự châm biếm đầy hân hoan của nữ ca sĩ kiêm nhà sản xuất về văn hóa ngôi sao".Gio Santiago từ Resident Advisor đã trao cho bài ca con dấu "RA đề xuất", cho rằng "'Von Dutch' là một sự trở lại đúng nghĩa, đầy hỗn loạn... một vụ nổ đầy năng lượng của dòng nhạc pop dance, club và electroclash". Kyle Denis từ Billboard nhận xét bài hát là "gắt gỏng nhưng cực kỳ thú vị".

## Video âm nhạc
Video âm nhạc của ca khúc do Torso đạo diễn, được quay tại sân bay Charles de Gaulle và Paris–Le Bourget ở vùng đô thị Paris. Cảnh ở nhà ga được quay tại sảnh M của ga T2E thuộc sân bay Charles de Gaulle, trong khi các cảnh quay ở cabin và cánh máy bay được thực hiện trên chiếc Boeing 747-100 và Airbus A380 tại Musée de l'air et de l'espace ở Le Bourget. Video được tái hiện từ góc nhìn của một tay săn ảnh đang đuổi theo Charli qua nhà ga, lên cabin chiếc 747. Charli đối đầu với máy quay, đẩy nó xuống cầu thang, sau đó leo lên càng hạ cánh và đứng trên cánh của chiếc A380. Video kết thúc khi Charli cố tình ngã khỏi cánh máy bay xuống xe đẩy hành lý, rồi nằm trên băng chuyền hành lý, nhìn chằm chằm vào máy quay.
Video âm nhạc của ca khúc đã được đề cử giải Giải Video Âm nhạc của MTV cho hạng mục Quay phim xuất sắc nhất.

## Danh sách bài hát
| - Tải kĩ thuật số 1. "Von Dutch" – 2:44 - USB 1. "Von Dutch" – 2:44 2. "The Von Dutch Remix with Addison Rae and A. G. Cook" – 2:37 3. "Edit" – 3:40 4. "Voice Note to Addison 20231108" – 1:39 | - Đĩa than 7-inch Mặt A 1. "Von Dutch" – 2:44 2. "The Von Dutch Remix with Addison Rae and A. G. Cook" – 2:37 Mặt B 1. "??????" – 3:40 - Tải kĩ thuật số 1. "Von Dutch Remix with Skream and Benga" – 4:41 |

## Các bảng xếp hạng
| Bảng xếp hạng (2024)                              | Vị trí cao nhất |
| ------------------------------------------------- | --------------- |
| Australia (ARIA)                                  | 77              |
| Australia Dance (ARIA)                            | 5               |
| Ireland (IRMA)                                    | 34              |
| New Zealand Hot Singles (RMNZ)                    | 6               |
| Anh Quốc (OCC)                                    | 26              |
| Hoa Kỳ Bubbling Under Hot 100 Singles (Billboard) | 17              |
| Hoa Kỳ Hot Dance/Electronic Songs (Billboard)     | 7               |

| Bảng xếp hạng (2024)                          | Vị trí |
| --------------------------------------------- | ------ |
| Australia Dance (ARIA)                        | 46     |
| Hoa Kỳ Hot Dance/Electronic Songs (Billboard) | 15     |

## Chứng chỉ
| Quốc gia                                                    | Chứng nhận | Số đơn vị/doanh số chứng nhận |
| ----------------------------------------------------------- | ---------- | ----------------------------- |
| Úc (ARIA)                                                   | Vàng       | 35.000‡                       |
| Canada (Music Canada)                                       | Vàng       | 40.000‡                       |
| New Zealand (RMNZ)                                          | Vàng       | 15.000‡                       |
| Anh Quốc (BPI)                                              | Bạc        | 200.000‡                      |
| ‡ Chứng nhận dựa theo doanh số tiêu thụ và phát trực tuyến. |            |                               |

## Bản phối lại với Addison Rae và A. G. Cook
Vào ngày 22 tháng 3 năm 2024, XCX đã phát hành bản phối lại của ca khúc "Von Dutch", với sự góp giọng bổ sung từ Addison Rae và phần sản xuất được cập nhật bởi nhà sản xuất âm nhạc người Anh, đồng thời là cộng tác viên lâu năm của XCX, A. G. Cook. Ca khúc được phát hành dưới dạng đĩa đơn quảng bá đầu tiên trích từ album phối lại của Brat, mang tên Brat and It's Completely Different but Also Still Brat. Bài hát đánh dấu lần hợp tác thứ hai giữa XCX và Rae, sau ca khúc "2 Die 4", xuất hiện trong EP AR của Rae.
Flisadam Pointer từ Uproxx đã miêu tả bản phối lại của ca khúc là một "cơn sốt đẫm mồ hôi" với "sự pha trộn sôi động giữa các yếu tố điện tử và pop xuất sắc nhất của Charli, đan xen với những gợi nhắc hoài niệm". Tyler Damara Kelly của The Line of Best Fit cho rằng phần sản xuất của Cook thật "độc đáo", đồng thời nhận xét rằng bản phối lại vẫn giữ nguyên được năng lượng của "Von Dutch". Ca khúc đã nhận được đề cử cho hạng mục Thu âm Phối lại Xuất sắc nhất tại Giải Grammy lần thứ 67.
| Bảng xếp hạng (2024)           | Vị trí cao nhất |
| ------------------------------ | --------------- |
| New Zealand Hot Singles (RMNZ) | 25              |

## Lịch sử phát hành
| Khu vực | Ngày                | Định dạng                       | Phiên bản                                      | Hãng đĩa | Tham khảo |
| ------- | ------------------- | ------------------------------- | ---------------------------------------------- | -------- | --------- |
| Nhiều   | 29 tháng 2 năm 2024 | Tải kĩ thuật số phát trực tuyến | Gốc                                            | Atlantic | [ 36 ]    |
| Ý       | 1 tháng 3 năm 2024  | Airplay radio                   | Gốc                                            | Warner   | [ 37 ]    |
| Nhiều   | 15 tháng 3 năm 2024 | Đĩa than 7 inch                 | Gốc Bản phối lại với Addison Rae và A. G. Cook | Atlantic | [ 38 ]    |
| Nhiều   | 22 tháng 3 năm 2024 | USB                             | Gốc Bản phối lại với Addison Rae và A. G. Cook | Atlantic | [ 39 ]    |
| Nhiều   | 22 tháng 3 năm 2024 | Tải kĩ thuật số phát trực tuyến | Bản phối lại với Addison Rae và A. G. Cook     | Atlantic | [ 40 ]    |
| Nhiều   | 8 tháng 4 năm 2024  | Tải kĩ thuật số phát trực tuyến | Bản phối lại với Skream và Benga               | Atlantic | [ 17 ]    |